# Heutrégiville
Heutrégiville é uma comuna francesa na região administrativa do Grande Leste, no departamento de Marne. Estende-se por uma área de 11.80 km², e possui 461 habitantes, segundo o censo de 2018, com uma densidade de 39 hab/km².